# Saint-Geours-de-Maremne
Saint-Geours-de-Maremne é uma comuna francesa na região administrativa da Nova Aquitânia, no departamento de Landes. Estende-se por uma área de 43,45 km². Em 2010 a comuna tinha 2 760 habitantes (densidade: 63,5 hab./km²).